# Material educativo
El término material educativo hace referencia a una amplia variedad de dispositivos comunicacionales producidos en diferentes soportes que son utilizados con intencionalidad pedagógica con el objetivo de ampliar contenidos, facilitar la ejercitación o completar la forma en que se ofrece la información. Mariana Landau diferencia el material educativo de los materiales didácticos, porque estos últimos están elaborados por especialistas en diseño instruccional para que respondan a una secuencia y a los objetivos pedagógicos previstos para enseñar un contenido a un destinatario. 
El material educativo es aquel que si bien por sus características puede ser utilizado con fines pedagógicos, no ha sido originalmente diseñado para este fin sino que fue elaborado en otro contexto comunicacional. Pueden incluirse en esta categoría contenidos artísticos (literarios y cinematográficos), productos de los medios de comunicación masiva o incluso del ámbito corporativo. Estos materiales se caracterizan especialmente por la forma en que presentan el contenido, ya sea por sus aspectos estéticos, profundidad o claridad discursiva (recursos audiovisuales, recursos auxiliares) todo lo perceptual (por medio de la percepción) de los aprendizajes.